# Laboratoires Sandia
Les Laboratoires Sandia (en anglais : Sandia National Laboratories) sont parmi les principaux laboratoires nationaux du département de l'Énergie des États-Unis. Gérés par National Technology and Engineering Solutions of Sandia (NTESS), filiale du groupe Honeywell, les laboratoires sont présents principalement sur deux sites : le site principal se situe à Albuquerque au Nouveau-Mexique et rassemble plus de 80 % des employés, le second site se trouve à Livermore en Californie et est spécialisé dans les problèmes de combustion. Sandia dispose également de divers sites mineurs au sud d'Albuquerque voués aux tests, dans le Nevada ainsi qu'a Kauai, et gère en partie l'usine Pantex de démantèlement d'armes nucléaires. 
Leur mission majeure est de développer, réaliser et tester les composants non nucléaires des armes nucléaires des États-Unis. Leur missions secondaires de recherche et développement portent sur les programmes énergétiques et environnementaux.
Ils ont notamment développé la Z machine, le plus puissant générateur de rayons X au monde, destiné aux tests de vieillissement des armes nucléaires, ainsi que le superordinateur ASCI Red, premier ordinateur d'une puissance de calcul supérieure au téraFLOPS.

## Historique
La création des laboratoires Sandia est liée au projet Manhattan. En 1945, le site de Los Alamos n’est plus adapté pour assurer l’intégralité de la production des armes nucléaires, ses infrastructures étant insuffisantes, tant pour loger le personnel que pour assurer l’acheminement du matériel. La division Z est ainsi créée en juillet 1945 pour assurer l’assemblage des armes conçues à Los Alamos. Elle est installée à Albuquerque et son personnel est prélevé sur l’effectif de l’Ordnance Division de Los Alamos. Jusqu’à la fin de l’année 1947, la tâche de Sandia consiste principalement à assembler les armes nucléaires, mais la lenteur de l’opération, une bombe tous les deux mois, rend nécessaire de repenser la chaîne de production des armes nucléaires.
Renommée Sandia Laboratory en 1948, elle passe à la demande du président Truman sous le contrôle de Bell System après la création de commission de l'énergie atomique des États-Unis. Une nouvelle organisation, Sandia Corporation, filiale de Western Electric, est créée le 1er novembre 1949 pour gérer le site. En 1956, Sandia établit un site secondaire à Livermore pour collaborer avec le laboratoire national Lawrence Livermore. Elle collabore également avec l’usine Pantex pour l’assemblage d’armes pour les essais nucléaires réalisés dans le Nevada, jusqu’à l’arrêt de ceux-ci en 1992.

## Missions
En coopération avec les laboratoires de Los Alamos et Lawrence Livermore, Sandia est chargé de la recherche et développement des armes nucléaires et plus particulièrement de tous les composants non-nucléaires, ainsi que de l’amélioration des armes existantes. Cela inclut les dispositifs d’armement, les dispositifs de contrôle, les systèmes de mise à feu, les enveloppes, les parachutes, etc. Le laboratoire est ainsi notamment à l’origine du dispositif de sécurité et d'armement ainsi que des parachutes utilisés sur les bombes nucléaires à gravité.
Les missions secondaire de Sandia sont d’assurer la maintenance et le contrôle de l’arsenal nucléaire des États-Unis, de former les militaires à la maintenance et à l’assemblage des armes, ainsi que de la conception des containers de transport et des sites de stockage des armes nucléaires.
Sandia joue également un rôle important dans l’évaluation des arsenaux nucléaires étrangers. Elle a ainsi développé les capteurs sismiques utilisés pour surveiller les essais souterrains, ainsi que les capteurs du réseau de satellite VELA. Sandia a aussi dévelopé ou contribué au développement de technologies civiles issues de ses recherches militaires, notamment en électronique et en informatique.

## Infrastructures
Le principal site de Sandia est toujours situé à Albuquerque et est intégré à la base aérienne de Kirtland. Un site secondaire est établi depuis 1956 à Livermore, en Californie et participe aux travaux du laboratoire national Lawrence Livermore.